# Arcidiecéze soulská
Arcidiecéze soulská (lat. Archidioecesis Seulum, korejsky 서울 대교구) je korejská římskokatolická arcidiecéze. Sídlo arcibiskupství i katedrála se nachází v Soulu v Jižní Koreji, velká část území arcidiecéze se nachází také na území Severní Koreje. Arcidiecéze je hlavou soulské církevní provincie.
Od roku 2012 je arcibiskupem soulským Andrew kardinál Yeom Soo-jung.

## Historie
Dne 9. září 1831 byl vyčleněním z pekingské arcidiecéze zřízen apoštolský vikariát Korea; 8. dubna 1911 došlo k jeho přejmenování na apoštolský vikariát seoulský. K druhé změně v názvu došlo 12. července 1950, kdy byl apoštolský vikariát přejmenován na seulský.
Na metropolitní arcidiecézi byl vikariát povýšen 10. března 1962. Arcidiecéze ztratila část území 24. června 2004, kdy byla zřízena diecéze Uijeongbu vyčleněním ze soulské arcidiecéze.
Podstatná část území arcidiecéze se nachází na území Severní Koreje. Toto území není možné přímo spravovat, protože vláda Severní Koreje soustavně potlačuje a perzekuuje jakoukoli náboženskou činnost; z tohoto důvodu zde není možné obsadit žádné biskupství, která jsou proto spravována biskupy z Jižní Koreje. Arcibiskup soulský je ustanoven jako apoštolský administrátor pchjongjangské diecéze.
Arcidiecéze soulská sousedí na severu (severokorejská část) s pchjongjangskou diecézí, na severovýchodu (severokorejská část) s Územním opatstvím Tŏkwon, na východu (severokorejská část) s čchunčchonskou diecézí, na severu (jihokorejská část) s diecézí Uijeongbu (která leží mezi oběma částmi arcidiecéze), na západu (jihokorejská část) s inčchonskou diecézí, na jihu (jihokorejská část) s diecézí suwonskou.

## Soulská církevní provincie
Soulská církevní provincie sestává z devíti diecézí.
- Arcidiecéze soulská
  - Diecéze čchunčchonská
  - Diecéze tedžonská
  -  Diecéze hamhŭngská (nachází se v KLDR)
  - Diecéze inčchonská
  - Diecéze pchjongjangská (nachází se v KLDR)
  -  Diecéze suwonská
  - Diecéze Uijeongbu
  -  Diecéze Wondžu